# Piaf (bok)
Piaf är titeln på en biografi från 1969 över den franska vissångerskan Edith Piaf, författad av hennes halvsyster, Simone Berteaut.

## Utgåvor på svenska
- 1970 - Edith Piaf : en berättelse
- 1972 - Edith Piaf : en berättelse
- 1974 - Edith Piaf : en berättelse ISBN 91-0-039773-3
- 1985 - Piaf : berättelsen om Edith Piafs fantastiska liv ISBN 91-0-046504-6

Samtliga svenska utgåvor är översatta av Kerstin Hallén.